# District Narovtsjatski
District Narovtsjatski (Russisch: Наровчатский район) is een gemeentelijk district in het noordwesten van de Russische oblast Penza. Het bestuurlijk centrum is het dorp Narovtsjat. Het district telde 13.839 inwoners bij de volkstelling van 2002 tegen 15.718 bij die van 1989. De bevolking bestond in 2002 voor 90% uit Russen, 8% uit Mordvienen en 1,8% uit Wolga-Tataren.
Het district is voor 15% bedekt met bos en voor ruim 70% met landbouwgrond. 59% van de bodem bestaat uit chernozem en 19% uit grijze bosbodems. De begroeiing omvat vooral eiken, berken, pijnbomen, lindes en iepen met onderbegroeiing van hazelaars en vogelkersen.
Het district is hoofdzakelijk gericht op de landbouw. Er wordt vooral aardappelen en groenten verbouwd en vee gehouden.
Tot de 13e eeuw werd het district vooral bewoond door Moksja-Mordvienen. Na de Mongoolse invasie van Rusland ontstond de Mordviense stad Mochsji aan de oever van de Moksjarivier. Vanaf het derde kwart van de 17e eeuw werd het gebied bevolkt door dienstlieden en paleislieden.
| 1926   | 1933   | 1939   | 1946   | 1959   | 1970   | 1979   | 1989   | 1996   | 2004   | 2006   |
| ------ | ------ | ------ | ------ | ------ | ------ | ------ | ------ | ------ | ------ | ------ |
| 97.000 | 79.700 | 33.867 | 27.822 | 27.159 | 23.360 | 19.396 | 15.762 | 15.501 | 13.996 | 12.792 |